# Magnanville
Magnanville település Franciaországban, Yvelines megyében. Lakosainak száma 6389 fő (2022. január 1.). Magnanville Auffreville-Brasseuil, Buchelay, Fontenay-Mauvoisin, Mantes-la-Ville és Soindres községekkel határos.

## Népesség
A település népességének változása:
| Lakosok száma | 124  | 88   | 91   | 75   | 685  | 5001 | 5943 | 6088 | 6177 | 6389 |
|               | 1793 | 1821 | 1841 | 1896 | 1968 | 1982 | 2013 | 2016 | 2019 | 2022 |